# Грница
Грница је насељено место у Босни и Херцеговини у општини Горњи Вакуф-Ускопље. Административно припада Федерацији Босне и Херцеговине, односно њеном Средњобосанском кантону. Према попису становништва из 2013. у насељу је било 728 становника, а већинско становништво у насељу били су Бошњаци.

## Становништво
По последњем службеном попису становништва из 2013. године у насељу Грница живело је 728 становника, а село је било етнички хомогено са већинском бошњачком популацијом.
| Националност | 2013. | 1991.        | 1981.        | 1971.        |
| Бошњаци      | —     | 815 (97,02%) | 809 (87,27%) | 690 (82,73%) |
| Хрвати       | —     | 23 (2,73%)   | 113 (12,19%) | 143 (17,15%) |
| Срби         | —     | 0            | 0            | 0            |
| Југословени  | —     | 0            | 4 (0,43%)    | 0            |
| остали       | —     | 2 (0,23%)    | 1 (0,10%)    | 1 (0,12%)    |
| Укупно       | 728   | 840          | 927          | 834          |